# Topaz (1969)
Topaz is een Amerikaanse spionagethriller van regisseur Alfred Hitchcock, die tussen 1968 en 1969 gemaakt werd. Het verhaal is een bewerking van een succesroman van Leon Uris, over een spionageaffaire tijdens de Cubacrisis midden in de Koude Oorlog. De hoofdrollen worden gespeeld door Frederick Stafford, Claude Jade, John Forsythe en Michel Subor.
De film werd zowel door het publiek als recensenten ongunstig ontvangen.

## Verhaal
Het verhaal begint in het Kopenhagen van 1962. Een belangrijke medewerker van de Sovjetse inlichtingendienst, besluit over te lopen naar het Westen samen met zijn vrouw en dochter. De CIA-agent Nordstrom ontvangt hem op gesprek. Hij hoort van de Sovjet-agent dat de Sovjet-Unie bezig is raketten te plaatsen in Cuba. Nordstrom roept de hulp in van zijn vriend, de Franse agent André Devereaux. Hij haalt hem over om zijn dochter Michèle te vergezellen op haar huwelijksreis met journalist François Picard, om zo ongezien naar New York te kunnen gaan. André accepteert dit aanbod, maar zijn vrouw Nicole maakt zich zorgen over hem.
In New York vertrouwt André zijn contactpersoon Philippe Dubois de opdracht toe om enkele belastende papieren over de Sovjet-activiteiten in Cuba te bemachtigen. Deze papieren zijn in het bezit van de Cubaanse official Rico Parra, die in New York is voor een bijeenkomst van de Verenigde Naties. Dubois slaagt erin wat foto’s van de papieren te maken in het hotel waar Rico Parra met zijn medewerkers verblijft, maar moet daarna vluchten voor zijn leven. Hij slaagt erin de camera aan André te geven. De foto’s bevestigen later dat de Sovjets inderdaad bezig zijn raketten te plaatsen in Cuba. André besluit zelf naar Cuba te gaan om meer te ontdekken over de situatie.
In Cuba ontmoet hij zijn minnares Juanita de Córdoba, die leider is van een lokaal ondergronds verzetsnetwerk. Ze doet zich voor als Parra’s geliefde om zo informatie van hem los te krijgen. André hoopt dat ze voor hem foto’s van de raketten kan bemachtigen. Dit mislukt en Juanita wordt ontmaskerd, waarna Parra haar vermoordt. André wordt tevens ontmaskerd als spion, maar op het vliegveld vinden ze niets bij hem en moeten hem laten gaan. zodat André er in slaagt om terug te gaan naar Washington D.C., met een microfilm met daarop belangrijke informatie voor de CIA over de Sovjet-activiteiten in Cuba. Eenmaal thuis ontdekt André dat zijn vrouw hem heeft verlaten en terug is gegaan naar Parijs, daar ze zijn relatie met Juanita heeft ontdekt.
Nordstrom zoekt weer contact met André en waarschuwt hem voor een Sovjet-spionagenetwerk genaamd 'Topaz', welke geïnfiltreerd zou zijn in de Franse inlichtingendiensten. Henri Jarré, een official van de Noord-Atlantische Verdragsorganisatie, zou een spion van Topaz zijn. André gaat naar Parijs om de zaak uit te zoeken, terwijl zijn dochter, Michèle, probeert haar ouders weer bij elkaar te krijgen. In Parijs nodigt André enkele collega’s en Jarré uit voor een lunch. Hij praat tijdens de lunch openlijk over Topaz, in de hoop een reactie uit te lokken. Zoals verwacht raakt Jarré in paniek, en bezoekt na de lunch de leider van Topaz, Jacques Granville. De kijker krijgt tevens te zien dat André’s vrouw nu een relatie met Granville heeft, daar ze elkaar kennen van hun gezamenlijke dagen in het Franse verzet. Wanneer ze ontdekt dat Granville nu hoofd is van Topaz, vertelt ze dit aan André.

### Einde
De film kent meerdere eindes.
In het originele einde bevechten André en Granville elkaar in een Frans voetbalstadion. Deze scène werd door producent Herbert Coleman gefilmd, omdat Hitchcock door familieomstandigheden verhinderd was. Dit einde werd door het testpubliek afgekeurd.
Hitchcock filmde hierop een nieuw einde, waarin Granville ontsnapt naar de Sovjet-Unie, terwijl André en Nicole terugvliegen naar de Verenigde Staten om verslag uit te brengen. Hitchcocks voorkeur ging uit naar deze versie, maar het testpubliek vond het te vaag. Daarom dwong Universal Hitchcock een derde einde te filmen.
Als compromis filmde Hitchcock daarop een derde einde, waarin Granville wordt ontmaskerd en ontslagen uit de NAVO, waarna hij zelfmoord pleegt.
Uiteindelijk bracht de studio de film per land uit met een ander einde: de zelfmoord in de Verenigde Staten en Frankrijk, en het tweede einde in Engeland.
In 1990 werden alle drie de eindes in ere hersteld, toen American Movie Classics de film uitzond.

## Rolverdeling
| Acteur             | Personage                          |
| ------------------ | ---------------------------------- |
| Frederick Stafford | André Devereaux                    |
| Dany Robin         | Nicole Devereaux                   |
| John Vernon        | Rico Parra                         |
| Karin Dor          | Juanita de Cordoba                 |
| Claude Jade        | Michèle Picard                     |
| Michel Subor       | Francois Picard                    |
| Michel Piccoli     | Jacques Granville                  |
| Philippe Noiret    | Henri Jarré                        |
| Roscoe Lee Browne  | Philippe Dubois                    |
| Per-Axel Arosenius | Boris Kusenov                      |
| John Forsythe      | Michael Nordstrom                  |
| Edmon Ryan         | McKittreck                         |
| Sonja Kolthoff     | Mrs. Kusenov                       |
| Tina Hedström      | Tamara Kusenov (als Tina Hedstrom) |
| John Van Dreelen   | Claude Martin                      |
| Donald Randolph    | Luis Uribe (als Don Randolph)      |
| Roberto Contreras  | Muñoz                              |
| Carlos Rivas       | Hernandez                          |
| Roger Til          | Jean Chabrier                      |
| Lewis Charles      | Pablo Mendoza                      |
| Sándor Szabó       | Emile Redon (als Sandor Szabo)     |
| Anna Navarro       | Carlotta Mendoza                   |
| Lew Brown          | American Official                  |
| John Roper         | Thomas                             |
| George Skaff       | René d'Arcy                        |

Hitchcock heeft een cameo als man in een rolstoel, 32 minuten na het begin van de film.

## Achtergrond
Topaz was niet zo'n groot kassucces als eerdere films van Hitchcock. Ook reacties van critici waren matig. Een punt van kritiek was dat er geen grote Amerikaanse sterren in de film meespeelden. In de film spelen enkele bekende Franse acteurs mee, zoals Jade, Piccoli en Noiret.
Hitchcocks keuzes voor de acteurs kwamen mogelijk door zijn slechte ervaringen met Paul Newman in Torn Curtain. Hitchcock zou volgens eigen zeggen wel acteur Sean Connery hebben benaderd voor de film.
Over een aangepaste versie met het door Hitchcock gewenste einde is de filmkritiek positiever. Vincent Canby van de New York Times beschreef Topaz als "Hitchcock op zijn best".
Fidel Castro en Che Guevara zijn door stock footage van de Castro-rally ook in de film te zien.

## Prijzen en nominaties
Topaz won in 1970 de National Board of Review Awards voor beste regisseur en beste bijrolspeler (Philippe Noiret).
In 2005 werd Topaz samen met een aantal andere films van Hitchcock genomineerd voor de Satellite Award voor Outstanding Classic DVD.